# اس‌تی‌اس کاپیتان بورهارت
اس‌تی‌اس کاپیتان بورهارت (به انگلیسی: STS Kapitan Borchardt) یک کشتی است که طول آن ۴۵ متر (۱۴۸ فوت) Length overall می‌باشد. این کشتی در سال ۱۹۱۸ (میلادی) ساخته شد.